# Swanville (Minnesota)
Swanville es una ciudad ubicada en el condado de Morrison en el estado estadounidense de Minnesota. En el Censo de 2010 tenía una población de 350 habitantes y una densidad poblacional de 259,38 personas por km². Se encuentra a poca distancia al oeste del curso alto del río Misisipi.

## Geografía
Swanville se encuentra ubicada en las coordenadas 45°55′32″N 94°38′3″O / 45.92556, -94.63417. Según la Oficina del Censo de los Estados Unidos, Swanville tiene una superficie total de 1.35 km², de la cual 1.34 km² corresponden a tierra firme y (0.38%) 0.01 km² es agua.

## Demografía
Según el censo de 2010, había 350 personas residiendo en Swanville. La densidad de población era de 259,38 hab./km². De los 350 habitantes, Swanville estaba compuesto por el 98.29% blancos, el 0.29% eran afroamericanos, el 0.29% eran amerindios, el 0.57% eran asiáticos, el 0% eran isleños del Pacífico, el 0% eran de otras razas y el 0.57% pertenecían a dos o más razas. Del total de la población el 1.43% eran hispanos o latinos de cualquier raza.